# SummerSlam (2009)
SummerSlam (2009) — щорічне pay-per-view шоу «SummerSlam», що проводиться федерацією реслінгу WWE. Шоу відбулося 23 серпня 2009 року в Стейплс-центр у Лос-Анджелесі, Каліфорнія (США). Це було 22 шоу в історії «SummerSlam». Вісім матчів відбулися під час шоу та ще один перед показом.